# 다자간 투자 보증 기구
다자간 투자 보증 기구(Multilateral Investment Guarantee Agency, MIGA)는 개발도상국에 대한 민간투자를 보장하고 투자촉진을 도모하기 위한 국제기구이다. 국제투자보증기구라고도 한다.

## 같이 보기
- 국제 금융 공사
- 해외민간투자공사